# تومي ماكميلان
تومي ماكميلان (بالإنجليزية: Tommy McMillan)‏ هو مدرب كرة قدم ولاعب كرة قدم بريطاني في مركز جناح ‏، ولد في 16 يناير 1936 في Auchinleck ‏ في المملكة المتحدة. لعب مع كوين أوف ساوث ونادي دمبرتون ونادي كارلايل يونايتد ونادي واتفورد.